# Coccidoctonus trinidadensis
Coccidoctonus trinidadensis is een vliesvleugelig insect uit de familie Encyrtidae. De wetenschappelijke naam is voor het eerst geldig gepubliceerd in 1912 door Crawford.